# Spilosoma rubidorsa
Spilosoma rubidorsa är en fjärilsart som beskrevs av Moore 1865. Spilosoma rubidorsa ingår i släktet Spilosoma och familjen björnspinnare. Inga underarter finns listade i Catalogue of Life.